# Champagne (wijn)

Kaart van de Champagnestreek

Champagne is een mousserende wijn die wordt geproduceerd in het gelijknamige gebied in noordoost-Frankrijk. Witte champagne is het algemeenst, maar er is ook roséchampagne. Alleen mousserende wijn uit deze regio, gemaakt volgens de méthode traditionnelle (voor 1994 als méthode champenoise gekend) mag de naam 'champagne' dragen.
Anders dan in de Bourgogne of bij Bordeaux is er in de Champagne geen sprake van een denominatie op basis van de wijngaarden of kastelen. Iedere champagne is een mengsel van wijn uit vele, tientallen of zelfs honderden, wijngaarden en van verschillende jaren en cru's. Zo kan een huis steeds eenzelfde kwaliteit en eenzelfde smaak blijven leveren. Deze champagnes dragen geen jaartal. 
Er zijn ook champagnes die alleen van most uit een bepaald jaar zijn gemaakt. Dat is alleen zinvol bij goede wijnjaren, maar er zijn wijnhuizen die ieder jaar een dergelijke "millésime" proberen te produceren. Alleen bij deze flessen die een jaargang op het etiket dragen is het zinvol om tussen de jaren van de oogst of "cuvées" te onderscheiden.
De laatste jaren is er wel een evolutie naar champagnes met een denominatie op basis van de wijngaard of een kasteel. Jacques Selosse was een van de pioniers.
Champagne is al eeuwenlang populair. Franse hovelingen serveerden al in de 15e eeuw champagne aan buitenlandse vorsten die op bezoek kwamen. Dit was echter de stille variant, zonder bubbels. In 1668 diende zich een nieuwe variant aan: de heldere en mousserende champagne. De Franse diplomaat Talleyrand zou deze wijn aanbieden tijdens onderhandelingen op het Congres van Wenen om zijn partners in de discussies te ontspannen. De bezetting van Champagne door Russische troepen in 1815 populariseerde deze mousserende wijn onder de Russische aristocratie. De weduwe Clicquot leverde haar wijn af bij de bezetters en zei met vooruitziende blik: "Vandaag drinken ze, morgen zullen ze betalen..."
In de meeste westerse landen wordt champagne traditioneel bij bijzondere gebeurtenissen gedronken, zoals met oudjaar, bij de doop van een schip, bij een jubileum of na een geboorte. Behalve de mousserende wijn worden er in de Champagnestreek op zeer beperkte schaal ook witte, rode en rosé stille wijnen gemaakt, die sedert 1974 het AOC-label coteaux-champenois dragen. De bekendste ervan is de rosé des Riceys, uit het uiterste zuiden van de Champagnestreek. Dit is de enige wijn die drie nominaties mag dragen: champagne, coteaux-champenois en rosé des Riceys.
De streek produceert ook rode wijn die wordt gemaakt om de roséchampagne zijn roze kleur te geven.
De champagne is een sinds juni 1936 wettelijk beschermde "appellation d'origine contrôlée" met grenzen die in 1907, 1929 en 2008 werden afgebakend. In de Baltische EU-staten (met name Letland) worden ondanks het EU-verbod toch mousserende wijnen onder de naam Sovjetskoje Sjampanskoje (Sovjetchampagne) verkocht. Zij claimen dat de Franse overheid de tsaristische overheid (ten tijde van Lev Golytsin) een 'oneindig' recht op het voeren van de naam 'champagne' heeft verleend.

## Organisatie

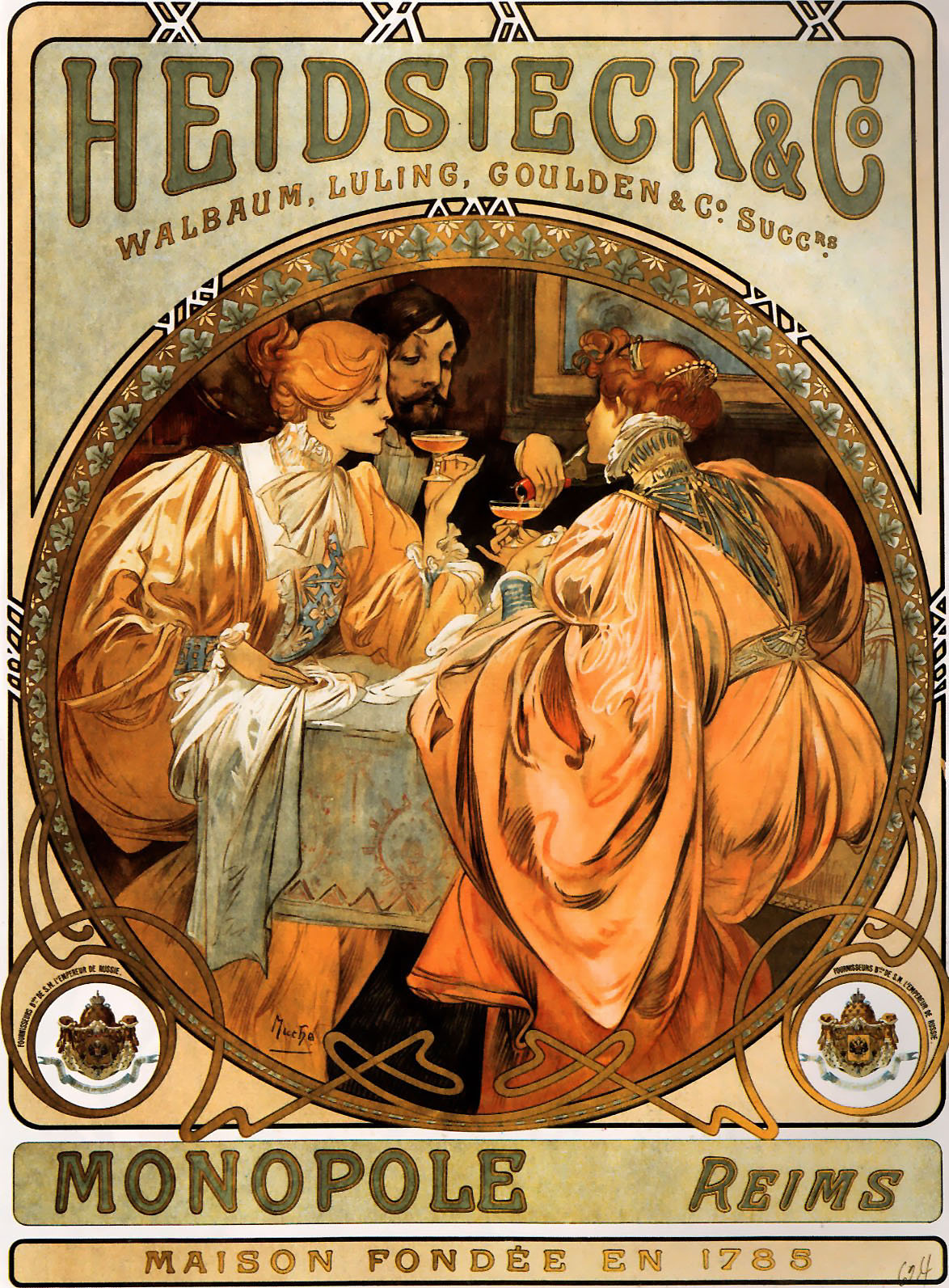
Lithografie van Mucha-Heidsieck and Co

De druiventeelt is in handen van zo'n 16.100 boeren. De champagnehuizen, er zijn zo'n 360 grandes maisons, hebben zelf maar 10% van de wijngaarden in handen, maar zij produceren wel 70% van de champagne. De meeste druiven worden dus ingekocht bij boeren. De boeren en huizen werken nauw samen binnen het Comité Champagne, een semi-overheidsorgaan. Het Comité is in 1941 opgericht door de Franse overheid om de gemeenschappelijke belangen te behartigen. Het Comité heeft een belangrijke stem in het areaal waar de champagne vandaan mag komen en de hoeveelheid druiven die jaarlijks geoogst mag worden. Het Comité heeft daarmee eigenschappen van een kartel.
Het areaal is vanaf 1970 verdubbeld, van zo'n 17.000 hectare naar 33.831 hectare in 2019. Ongeveer twee derde van het areaal ligt in het departement Marne. Bij het vaststellen van de toegestane druivenoogst spelen elementen een rol als de verwachte hoeveelheid en kwaliteit van de oogst, maar ook de economische situatie. Voor dit laatste spelen de ontwikkeling van de vraag naar champagne en de voorraden in de kelders van de huizen een belangrijke rol.

## Druiven
Champagne wordt veelal gemaakt van een mengsel van het sap van blauwe en witte druiven. Er zijn 8 druivenrassen toegestaan, maar 3 daarvan worden het meest gebruikt. Slechts 1% oftewel 92 hectare van de 30.000 hectare wijngaard van de AOC-Champagne zijn met andere druiven dan die "grote drie" beplant.

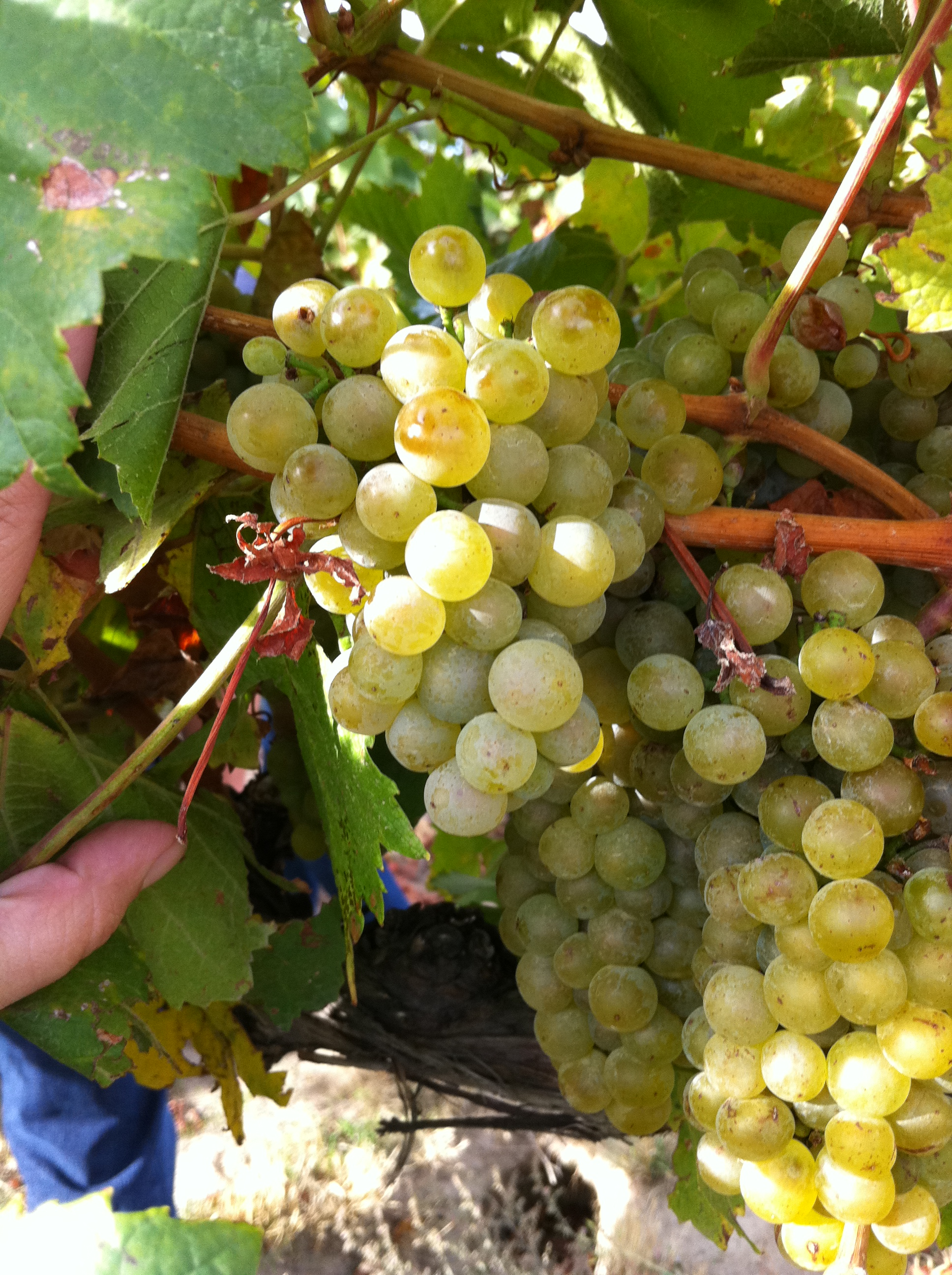
Chardonnay
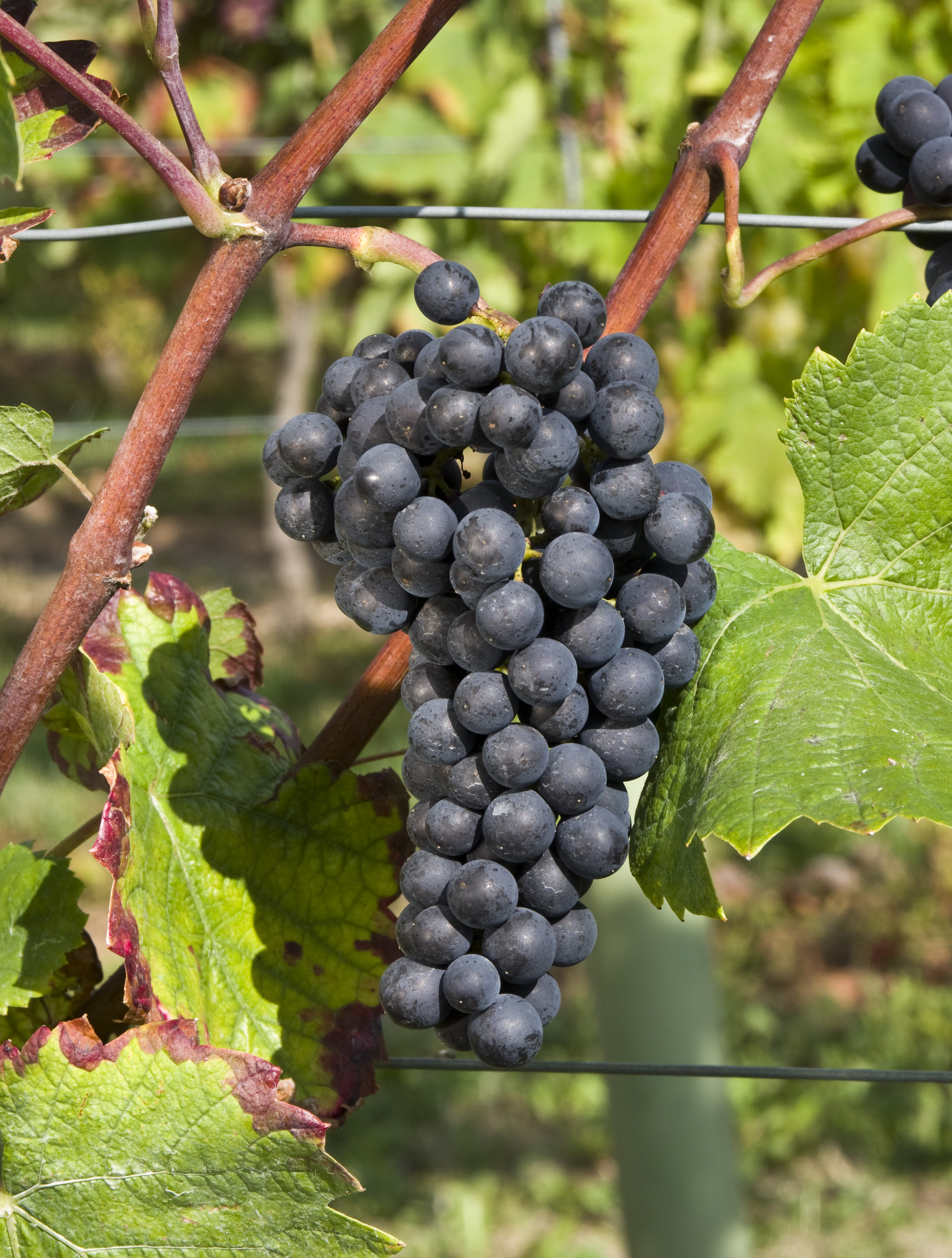
Pinot Noir
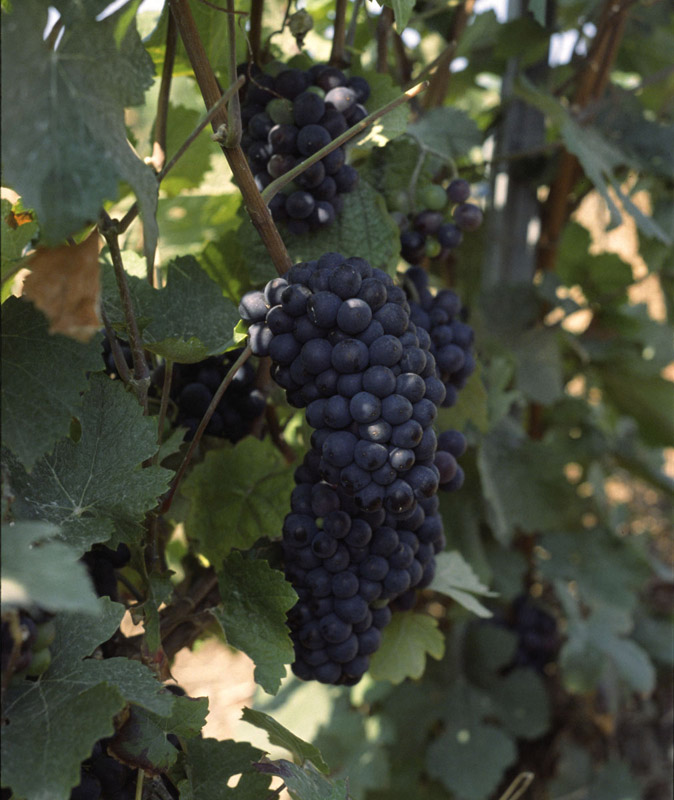
Pinot Meunier

Meest gebruikte witte druivenras:
- 'Chardonnay'

Meest gebruikte blauwe druivenrassen:
- 'Pinot Noir'
- 'Pinot Meunier'

Minder vaak gebruikte rassen:
- 'Pinot Blanc'
- 'Arbane’
- 'Petit Meslier'
- 'Pinot Gris'

Sinds 2023 is ook voltis opgenomen in het lastenboek.
Sinds 1927 mag de 'Gamay Noir' niet meer worden gebruikt, al konden huizen en wijnboeren jarenlang gebruikmaken van overgangsregelingen. De laatste gamay werd pas in 1945 voor wijn voor de assemblage van champagne geleverd. In de 19e eeuw was er een grote vrijheid om ingrediënten en druivenrassen in wijnen, dus ook in champagnes, te verwerken. Vanuit het westen van Frankrijk werd zelfs cider naar de Champagne gebracht. De cider werd met wijn van druiven gemengd en als basis voor champagne gebruikt. De gebreken van de champagnes, of wat daar voor door moest gaan, werden met zogenaamde dosages gemaskeerd. In de tegenwoordig zo geliefde brut champagne en ongezoete brut-nature kan de keldermeester zijn fouten niet langer camoufleren met een zoete smaak. De wet en de controle op het naleven van de regels zijn sindsdien steeds strenger geworden.
De veelgebruikte 'Pinot Noir' is sterk aan mutaties onderhevig en in de 19e eeuw lukte het niet om een precieze omschrijving van dit druivenras te maken, omdat de eigenschappen van dorp tot dorp konden verschillen. De druif werd, om het nòg moeilijker te maken, overal verschillend genoemd. Alle 'Pinot Noir'-stokken zijn in de champagne toegestaan. Daaronder valt ook de zogenaamde 'Pinot Blanc Vrai', een druif die een heldere most oplevert. De ampelografen wisten in de 19e eeuw nog niets van DNA en konden de variëteiten van de druiven niet met zekerheid uit elkaar houden.
De 'Arbane' is nooit helemaal uit de Champagne verdwenen. In Buxeuil in de Côte des Bar wordt op een enkele wijngaard sinds 1952 een perceel van tien are met 'Arbane' beplant. De druiven van dit ras worden laat geoogst. De liefhebbers van 'Arbane' wijzen erop dat de druif veel suiker opslaat, wat in de noordelijk gelegen Champagne een groot voordeel is.
De meeste champagnes zijn een assemblage van vooral 'Pinot Noir', 'Chardonnay' en 'Meunier'. Het hangt van het huis af welke druif de hoofdrol speelt. In Reims was dat vanouds 'Pinot Noir', en de champagnehuizen in Reims zijn 'Pinot Noir'-huizen. De 'Pinot Noir' groeit dicht bij Reims en in de tijd voordat tankwagens met most snel naar de kelders konden worden gebracht gaf men de voorkeur aan het werken met druiven uit de directe omgeving.
De champagnehuizen uit Épernay zijn dankzij hun ligging bij de met 'Chardonnay' beplante Côtes des Blancs vaak typische 'Chardonnay'-huizen, met een lichte en elegante wijn, vooral een aperitief.
Wijn van vooral 'Pinot Meunier' rijpt niet zo goed, maar een jonge millésimé of een Brut sans année kan, jong gedronken, een uitstekende, fruitige champagne zijn.
De 'Pinot Noir' heeft een vrij geringe opbrengst, maar geeft een volle, lang aanhoudende smaak. De 'Pinot Meunier' is weinig gevoelig voor vorst, gemakkelijk te telen en fruitig. De witte chardonnaydruif bevat frisse zuren en rondt de compositie af. Het nadeel van champagne die wordt geassembleerd met 'Pinot Meunier' is dat die wijn minder goed rijpt.
Champagne die uitsluitend gemaakt is van witte druiven wordt blanc de blancs genoemd. Champagne van uitsluitend blauwe druiven noemt men blanc de noirs. De meeste champagne is wit, een minderheid is rosé. Rode champagne wordt niet gemaakt.

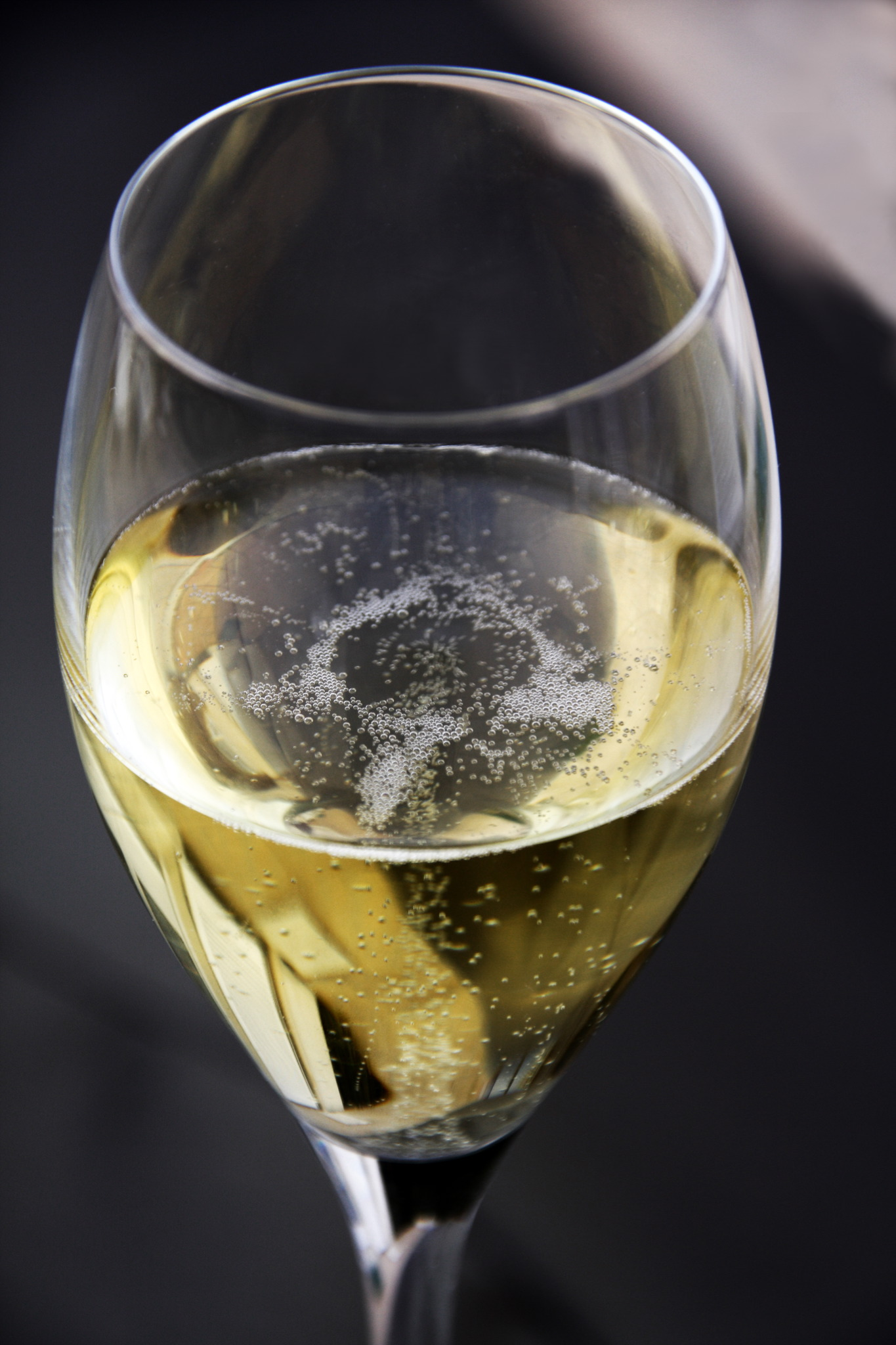
Champagne in een volgens Wina Born meest geschikt glas

## Oogst
Wanneer tegen het einde van september de oogstdatum wordt vrijgegeven, trekken de druivenplukkers de wijngaarden in om de druiven voorzichtig met de hand binnen te halen. Machinaal oogsten is verboden. De druiven mogen in geen geval gekneusd worden, omdat men wil voorkomen dat de blauwe schilletjes de most verkleuren. De druiven worden in de persen van het wijnhuis onmiddellijk geperst. Voor de productie van een fles champagne is ongeveer 1,3 kilogram druiven nodig.

## Persen
De grote champagnehuizen bezitten hun eigen wijnpersen. Er zijn ongeveer 1800 Vendangeoirs, huizen met een of meer persen, die in de oogsttijd 24 uur per dag bezig zijn. Het huis Moët gaat ervan uit dat de helft van de kwaliteit van champagne door zorgvuldig persen wordt bepaald. Dat huis bezit meerdere eigen wijnpersen, die vlak bij de wijngaarden liggen waar het fruit geplukt wordt.
De eerste persing met lichte druk levert de cuvée op. Dat is bij de 'Pinot Noir' en 'Pinot Meunier' de beste most. Uit 4000 kilo druiven mag 2050 liter most worden geperst. Daarna wordt de druk verhoogd en wordt aan de druiven nog 500 liter taille onttrokken. Die is vooral bij de pinots rijker aan de in champagne ongewenste tannine en het zuurgehalte is te laag. Alleen de taille van de 'Chardonnay' heeft kwaliteiten die huizen als Louis Roederer ertoe brengen deze most te gebruiken. De taille van 'Chardonnay' is rijker en minder zuur en zal daarom sneller rijpen. Het persen duurt al met al tussen de drie en vier uur per "marc", een partij van 4000 kilo druiven.
Het suikergehalte van de most wordt met een speciaal instrument, de sucre-oenomètre, gemeten. Omdat de Champagne vrij noordelijk ligt en niet alle wijnstokken op zuidelijke hellingen groeien is het suikergehalte soms te laag om na de gisting de vereiste 10,5 procent alcohol te bereiken. De gemiddelde jaartemperatuur van slechts 10 graden Celsius, de wind en de harde kalkrijke bodem maken het leven van de wijnstok niet gemakkelijk. Bij wijnstokken geldt dat de stok die het moeilijk heeft een uitstekende wijn opleveren zal. Dat verklaart de kwaliteit van de champagne, de chablis, de vin jaune en de op lei groeiende wijnstokken langs de Moezel. Wanneer de druiven onvoldoende suiker bevatten wordt bietsuiker toegevoegd, een procedé dat chaptaliseren heet en door de wet is toegestaan. De gewonnen most wordt zo snel mogelijk naar de wijnkelders en productiecentra van de champagnehuizen gebracht.

## Vinificatie

### Droesem en de eerste gisting
De most wordt na aankomst in grote roestvrijstalen tanks gepompt. Zeer kieskeurige champagnemakers gebruiken beslist geen pomp maar alleen de zwaartekracht. Tijdens de débourbage statique laat men de droesem in de most gedurende 10 tot 48 uur naar de bodem van de tank zakken. Dan is het tijd om de champagne naar nieuwe en schone roestvrijstalen of eikenhouten vaten (in de Champagne zijn dat traditioneel pièces van 205 liter) over te pompen. Ook hier willen sommige wijnmakers beslist geen pomp gebruiken.
In de weken na de oogst vindt de alcoholische gisting gecontroleerd plaats. Deze duurt bij kamertemperatuur (18 tot 20 graden) ongeveer tien dagen. Bij wijnhuizen die de vaten koelen of in de koele crayéres hebben staan, zoals het champagnehuis Billecart-Salmon, duurt het gisten bij een temperatuur van 8 graden ongeveer een maand.
De laatste maanden van het jaar en de eerste maanden van het nieuwe jaar rust de jonge wijn in de vaten.

### Malolactische gisting
Na de al dan niet gebruikte tweede (malolactische) gisting in het voorjaar heeft men de stille droge basiswijn voor de assemblage van de champagne verkregen. Niet ieder huis laat die tweede gisting gebeuren. Door de jonge wijn te koelen, te klaren of zwaveldioxide toe te voegen wordt de van nature optredende tweede gisting voorkomen. De malolactische gisting geeft de wijn een zachter mondgevoel en karakter. Het is aan de assembleurs en de keldermeesters om daarover te oordelen. Zij zullen de door de jaren gekoesterde "stijl" van het huis willen handhaven. De champagne is immers geen natuurproduct maar het resultaat van zorgvuldige vinificatie.
Grote champagnehuizen als Charles Heidsieck, Laurent-Perrier, Mumm, Perrier-Jouët, Pol Roger, Pommery en Veuve Clicquot Ponsardin zweren bij de melkzure gisting. Melkzuur is milder dan appelzuur. De daarna diepere en meer harmonieuze champagne is hun "huisstijl". Bollinger en Billecart-Salmon maken wijnen mèt en zonder de malolactische gisting en hebben dan meer basiswijnen waaruit zij bij de assemblage kunnen kiezen. Het huis Louis Roederer kiest voor een fruitige champagne en voorkomt de malolactische gisting. Bij huizen die het risico willen lopen om hun druiven zeer rijp te plukken treedt een malolactische gisting niet op, omdat de zoetere wijn weinig appelzuur bevat.

### Assemblage

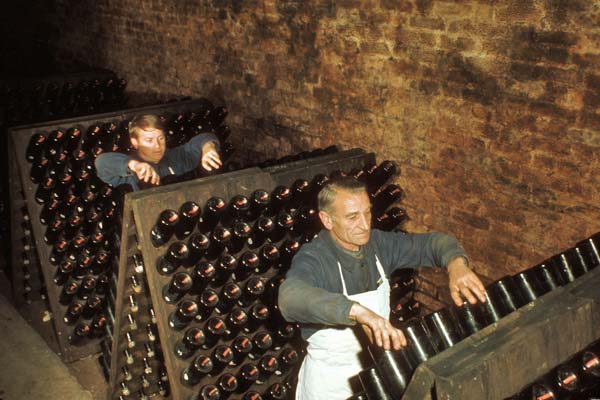
De remuage

In het voorjaar na de oogst begint de bereiding van de champagne. De beroemde monnik Dom Pérignon is vermoedelijk de eerste die champagne maakte volgens deze specifieke bereidingswijze die werd omgeschreven als procedé méthode champenoise. Deze monnik was keldermeester van de abdij van Hautvillers en ontwikkelde de kunst aan het eind van de 17e eeuw. Verschillende wijnen uit verschillende jaren worden geassembleerd (gemengd) tot een cuvée en worden daarna gebotteld. Soms wordt een wijn van één bepaald jaargang gebotteld. Dit is dan een millésime.
Voordat de fles met een tijdelijke kroonkurk, soms gebruikt men nog een echte kurk die met een beugel wordt vastgehouden, wordt afgesloten, wordt er een beetje liqueur de tirage (een mengsel van suiker of rietsuiker (24 g/l), belegen wijn en gist) bij gedaan. Binnen acht tot tien weken voltrekt zich de prise de mousse, de gisting op de fles. In de fles heeft zich koolzuur gevormd dat zorgt voor een bruisende wijn. De gistcellen sterven af en vallen uiteen, waardoor ze de wijn in het algemeen geuriger, rijper en voller van smaak maken.
Een champagne zonder jaartal moet minstens 15 maanden zo blijven liggen en de champagnes met jaartal minstens drie jaar. Meestal laat men ze nog veel langer sur lattes in de kelders rijpen, voordat men de flessen schuin legt in pupitres en regelmatig draait, zodat verontreinigingen zich naar de hals bewegen. Dit proces wordt remuage genoemd. Wanneer de restanten van de gist zich opgehoopt hebben in de hals van de fles volgt het degorgeren. Men laat de halzen in een pekelbad bevriezen, waarna de kroonkurk machinaal wordt verwijderd. Door de druk van het koolzuur wordt de ijsprop met de verontreinigingen eruit geschoten.
Roséchampagne kan men op twee manieren maken. Men kan eerst een gewone stille rosé maken (zoals dat elders in Frankrijk ook gebeurt) en deze vervolgens de tweede gisting op de fles laten ondergaan. Een andere methode is om een rode liqueur de tirage toe te voegen. In feite maakt men zo een rosé door een beetje rode wijn met witte wijn te mengen. Buiten de Champagnestreek is deze methode in Europa niet toegestaan.
De dosering met de liqueur d'expédition (met suiker gemengde wijn waarmee men de flessen vóór afsluiting met de definitieve kurk bijvult) is bepalend voor het type champagne. Als er alleen droge wijn wordt toegevoegd ontstaat er een champagne non dosé, Brut Nature, ultra brut, extra brut of brut intégrale. Hoe meer liqueur er is toegevoegd, hoe zoeter de champagne - van brut (droog) tot doux (zoet). Voor de grote champagnehuizen is de brut zonder jaartal BSA (Brut sans année) belangrijk, want zij ontlenen hun roem aan het onveranderlijke karakter en de constante kwaliteit van deze wijn.

## Etiket
Behalve de herkomstaanduiding, de "Appellation d'Origine Contrôlée" (AOC), vermeldt het etiket de naam van het merk of handelshuis, het type, dat kan variëren van droog tot zoet, de naam van de producent, de inhoud van de fles, het alcoholgehalte en eventueel de speciale cuvée 'millesimé' met het oogstjaar.
Op het etiket van een champagnefles moet het alcoholpercentage en de soort (brut, demi-sec etc.) zijn vermeld. Alleen de schuimwijn van volgens de méthode traditionnelle uit de in de AOC Champagne geplukte druiven mag een champagne heten.
Ook de herkomst of fabrikant wordt op het etiket aangegeven. Het is gebruikelijk, maar niet verplicht, om een nummer voorafgegaan door twee letters (RM, NM, RC, MA of CM) op het etiket te vermelden. Iedere fabrikant kreeg een uniek nummer. zo is Charles de Cazanove NM 301-006 en Roederer NM 291-001.
- NM: négociant-manipulant: een (Franstalige) term voor een handelaar in de Champagne-streek die de druiven tot most en daarna tot wijn en champagne heeft verwerkt en niet per definitie ook de eigenaar van de wijngaarden is. Een dergelijke négociant-manipulant koopt ook druiven of most van andere wijnbouwers. Hij maakt daarvan een eigen champagne en verkoopt deze vervolgens. Achter de wettelijk verplichte letters NM staan zijn door het Comité Interprofessionnel du Vin de Champagne toegekende identificatiecode, de immatriculation professionnelle en naam en adres[3] van de négociant-manipulant. Niet iedere 'négociant-manipulant' is ook een champagnehuis. De 75 champagnehuizen zijn allemaal lid van de Union des Maisons de Champagne, die hoge eisen aan de leden stelt. Daaraan kan niet iedere négociant-manipulant voldoen.
- RM: récoltant-manipulant. Een wijnboer die de door hem verbouwde druiven tot most en daarna tot wijn en champagne heeft verwerkt. Een dergelijke récoltant-manipulant mag zijn oogst aanvullen door 5%  van het totaal te kopen van andere wijnbouwers of handelaren. Hij maakt daarvan eigen champagne en verkoopt deze vervolgens. Achter de letters RM staan zijn door het Comité Interprofessionnel du Vin de Champagne toegekende identificatienummer, de immatriculation professionnelle en naam en adres[3] van de négociant-manipulant.
- RC: récoltant-coopérateur (vertaling: "oogster en coöperatielid") Een wijnboer die in de Champagne druiven oogst in zijn wijngaard en deze door de coöperatie waarvan hij lid is, laat persen. Ook de vinificatie en de assemblage van de champagne, en alle andere fases van productie zijn de verantwoordelijkheid van de coöperatie. De récoltant-coopérateur koopt na de verplichte rijping van ten minste anderhalf jaar de flessen terug. Deze worden voorzien van een etiket naar zijn keuze. Achter de wettelijk verplichte letters RC staan zijn door het Comité Interprofessionnel du Vin de Champagne toegekende identificatienummer, de immatriculation professionnelle en zijn naam en adres.[3] Er zijn ongeveer 3000 récoltants-coopérateur in de Champagne. Zij zijn verenigd in zestig coöperaties waarvan sommige onder eigen label champagne verkopen, zoals de Champagne Nicolas Feuillatte van het reusachtige Centre vinicole de Chouilly. De kwaliteit van de champagnes van de récoltants-coopérateur is uiteenlopend. Een wijnboer die de druiven van een goed gelegen wijngaard in een grand cru- of premier cru-gemeente tot champagne laat verwerven kan, afhankelijk van het wijnjaar, een champagne produceren waarvoor een goede prijs wordt betaald. De récoltants-coopérateur produceren niet alleen Millésimees, maar ook wijnen waaraan een réserve uit eerdere oogstjaren werd toegevoegd[4] In zo'n geval is de producent minder afhankelijk van het wijnjaar.
- CM: coopérative de manipulation. Een samenwerkingsverband van wijnboeren die in de Champagne druiven in hun eigen wijngaard  oogsten en deze door de coöperatie waarvan zij lid zijn, laten persen. Ook de vinificatie en de assemblage van de champagne en alle andere fases van productie zijn de verantwoordelijkheid van de coöperatie. Die coöperatie brengt de champagne op de markt. De grootste coöperatie is het Centre vinicole de Chouilly in Chouilly, een Union de coopératives van tachtig samenwerkende 'coopératives de manipulation' met samen vijfduizend leden en tweeduizend hectare wijngaard. Die wijngaarden liggen verspreid over 221 van de 301 gemeenten die in de échelle des crus van de Champagne zijn opgenomen. Daaronder zijn ook wijngaarden in de grand cru- en premier cru-gemeenten, zodat deze coöperatie ook premier cru-champagnes op de markt brengt. Achter de wettelijk verplichte letters CM staan zijn door het Comité Interprofessionnel du Vin de Champagne toegekende identificatienummer, de immatriculation professionnelle en naam en adres[3] van de coöperatie. Het Centre vinicole de Chouilly brengt zijn champagnes onder "talloze"[5] etiketten op de markt waarvan internationaal de Champagne Nicolas Feuillatte en in Nederland de Champagne St. Maurice.
- SR: société de récoltants. Een samenwerkingsverband van wijnboeren (réunion de vignerons) in de Champagne, die gezamenlijk de oogst van hun wijngaarden persen en vinificeren. Ook de assemblage, fabricage en verkoop van champagne worden gezamenlijk ondernomen. Soms wordt voor een deel van het werk een beroep gedaan op een coöperatie[6]. Vaak gaat het om leden van dezelfde familie. Het verschil tussen een 'société de récoltants' en een 'récoltant-coopérateur' is dat de samenwerkende boeren geen coöperatie vormen en zelf vaak nauw betrokken zijn bij de productie. Achter de wettelijk verplichte letters SR staan het door het Comité Interprofessionnel du Vin de Champagne toegekende identificatienummer, de immatriculation professionnelle en naam en adres[3] van de Société de récoltants.  De champagne van een 'société de récoltants' kan heel verschillend van kwaliteit zijn. Een samenwerkingsverband van boeren in grand- of premier cru-dorpen kan in de beste jaren een heel goede champagne leveren, maar kan in mindere jaren niet terugvallen op de reserves en de over de gehele streek verspreide wijngaarden van de grote champagnehuizen. Er zijn klanten die de ambachtelijke werkwijze van de kleine champagneproducenten waarderen; de techniek van champagne fabriceren is overal gelijk. Een 'société de récoltants' verkoopt de champagne die volgens de wet anderhalf jaar heeft liggen rijpen vaak jong. Het jarenlang laten rijpen van de flessen van een oogst is een kostbare zaak. De kleine champagnefabrikanten profiteren van de sterk gestegen aandacht voor de specifieke kenmerken van de druivenrassen en voor het terroir. Er is op de wijnmarkt belangstelling voor champagnes van een enkele wijngaard, een mono-cru, of een monocépage van een enkele druif. Een champagne waarin de specifieke kenmerken van een bodem zoals de kalkachtige bodem van de côte des Blancs in combinatie met de chardonnay herkenbaar is, krijgt veel aandacht van kenners. De grote huizen komen aan die vraag niet of weinig tegemoet. Zij produceren op industriële schaal champagnes waarbij de druiven uit tientallen gemeenten en meerdere jaren worden vermengd. De société de récoltants mag niet meer dan 5% van de druiven die worden verwerkt, inkopen. Wanneer zij een hoger percentage toevoegen aan hun zelf geoogste druiven, zijn ze voor de wet een négociant-manipulant. In dat geval moeten de letters NM op het etiket worden gevoerd.[7]
- ND: négociant distributeur. Een wijnhandelaar of handelsmaatschappij die gebottelde champagne koopt en van etiketten voorziet. Achter de wettelijk verplichte letters ND staan ook het door het Comité Interprofessionnel du Vin de Champagne toegekende identificatienummer, de immatriculation professionnelle en naam en adres[3] van de Société de récoltants. De négociant distributeur hoeft niet in de |Champagne gevestigd te zijn. Het product van de 'négociant distributeur' mag niet worden verward met dat van een marque auxiliare (op diens etiket staat MA).
- R: récoltant. Een wijnboer laat een négociant-manipulant in loondienst wijn van zijn druiven maken en krijgt de champagne gebotteld van hem terug.
- MA: marque auxiliaire. De letterlijke vertaling hiervan is 'hulpmerk'; het staat voor handelsmerken die in opdracht van een wederverkoper gemaakt worden en van zijn etiket voorzien worden. Achter de wettelijk verplichte letters staan de door het Comité Interprofessionnel du Vin de Champagne toegekende identificatienummer, de immatriculation professionnelle,  en de naam en het adres[3] van de négociant-manipulant.

### Kwaliteit
Daarnaast kan op het etiket ook de kwaliteit van de champagne vermeld worden. Champagne kent voor de herkomst van de druiven drie categorieën. Deze opdeling gebeurt op basis van de herkomst uit gemeenten die in de échelle des crus zijn ingeschaald. De hoogste schaal is die van de grand cru-gemeenten, gevolgd door de premier cru-gemeenten.
Anders dan in bijvoorbeeld de Bourgogne geldt die inschaling niet voor een wijngaard, maar voor alle druiven uit een gemeente. De bodem en de ligging van de helling maken geen verschil. Omdat de meeste champagnes het resultaat zijn van de assemblage van - soms tientallen - wijnen van her en der in de Champagne, zijn grand- of premier cru-champagnes een uitzondering. Sommige huizen maken alleen grand cru-champagne, maar de meeste druiven verdwijnen samen met andere druiven uit minder hoog aangeslagen gemeenten in de assemblages van de grote champagnehuizen.
De term cuvée de prestige is een toevoeging die een wijnhuis geeft aan zijn beste wijn. Die cuvées zijn bijvoorbeeld oogsten van oude wijnstokken, oogsten uit grand cru-gemeenten, een mono-cru van druiven uit een bijzondere wijngaard, vinificatie van de most en rijping op eikenhouten vaten, een Millésime of een zeer langdurige rijping sur lie maken een cuvée de prestige.

### Topcuvées
De meeste champagnehuizen maken diverse cuvées en hebben een "cuvée de prestige", waarvan sommige assemblages zijn van wijn uit diverse wijngaarden. Bekende cuvées de prestige zijn Dom Pérignon van het huis Moët & Chandon, La Grande Dame van het huis Veuve Clicquot en Cristal van het huis Louis Roederer. Ook de roséchampagnes zijn kostbaar. De beste gemeenten zijn in de Champagne geklassificeerd in de Échelle des crus.
De champagnehuizen verkopen ook Millésimes, wijnen die werden geassembleerd uit de druiven van één enkel oogstjaar.
Daarnaast zijn er zogeheten "vintage" champagnes, wijnen uit één hoog gewaardeerde wijngaard. Dergelijke wijnen waren in de vergetelheid geraakt, maar sinds kort maakt Bollinger een champagne met het etiket Vieilles Vignes Françaises. Het huis Krug bottelt de kostbare Clos des Mesnil en de Clos d'Ambonnay. Het huis Billecart-Salmon kwam op de markt met champagne uit hun Clos Saint-Hilaire.

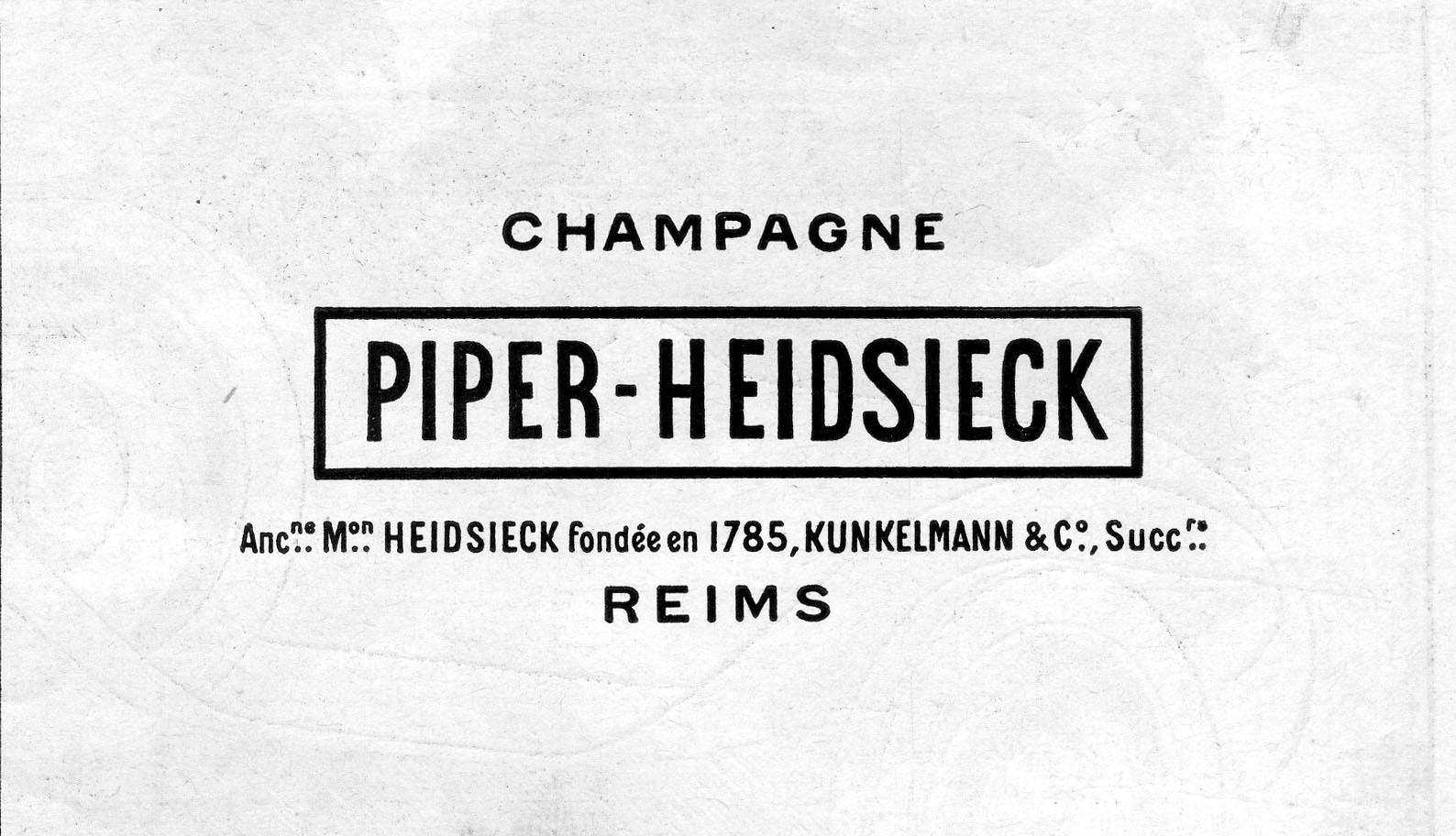
Piper-Heidsieck
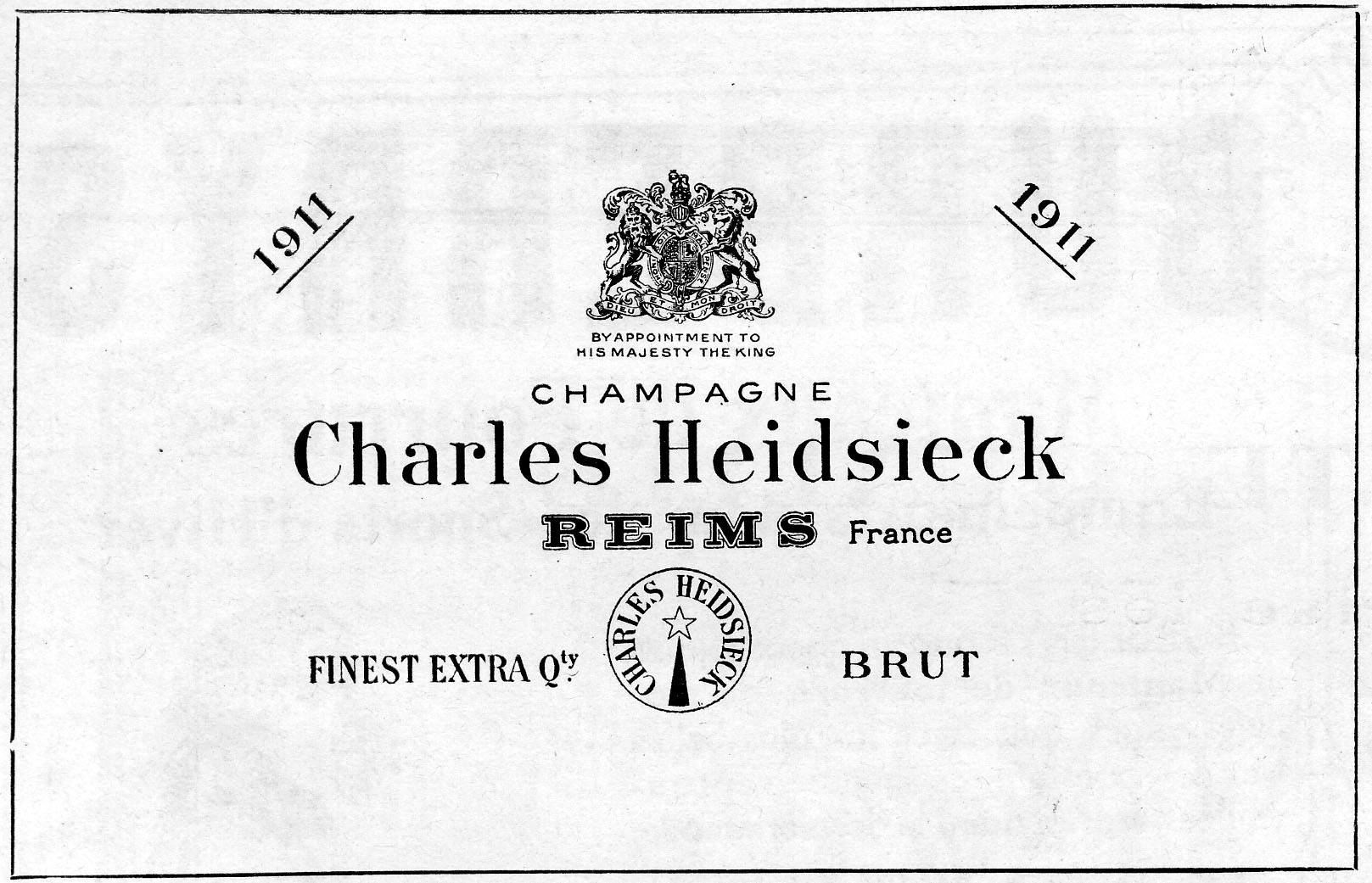
Charles Heidsieck
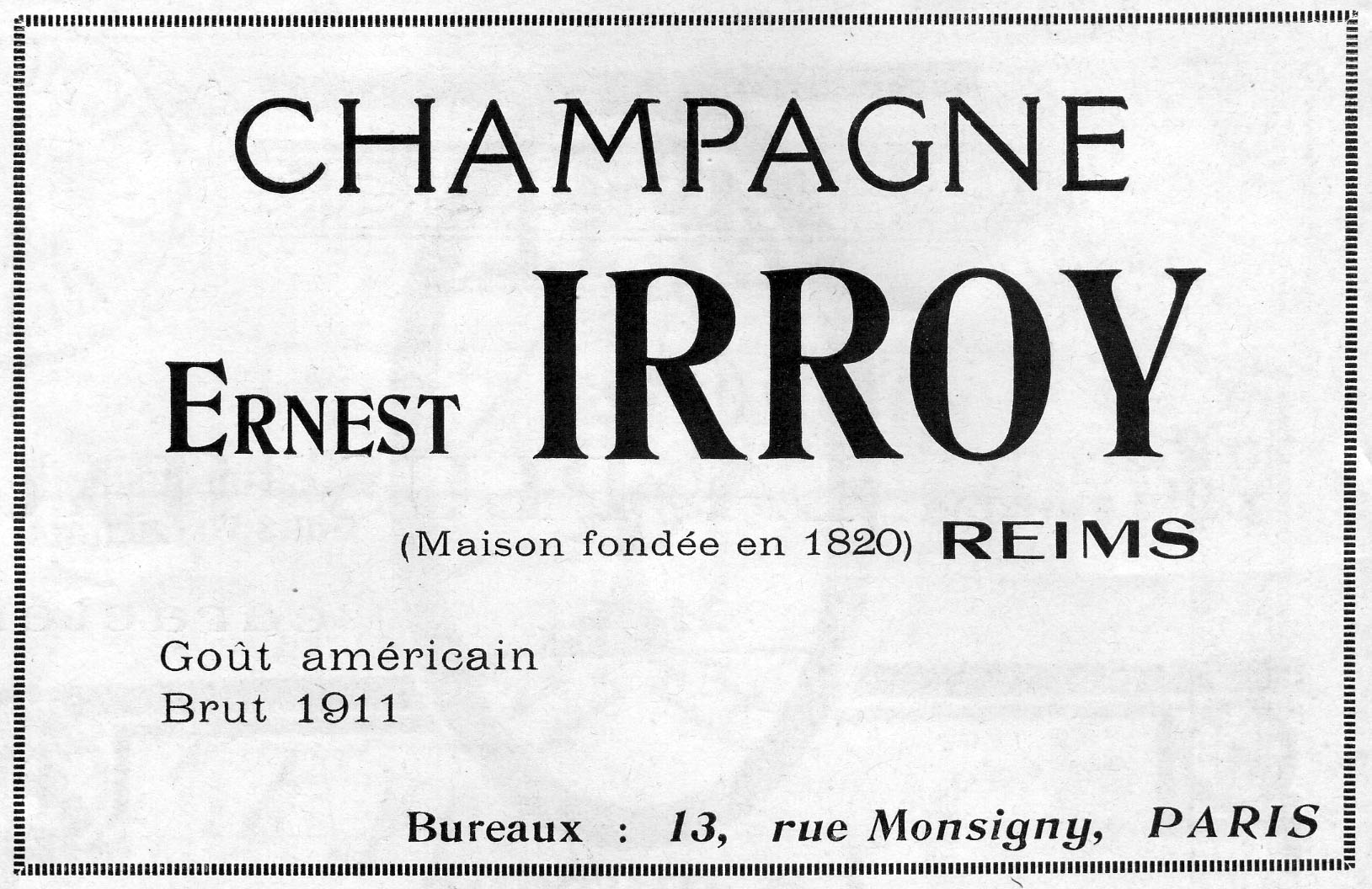
Irroy
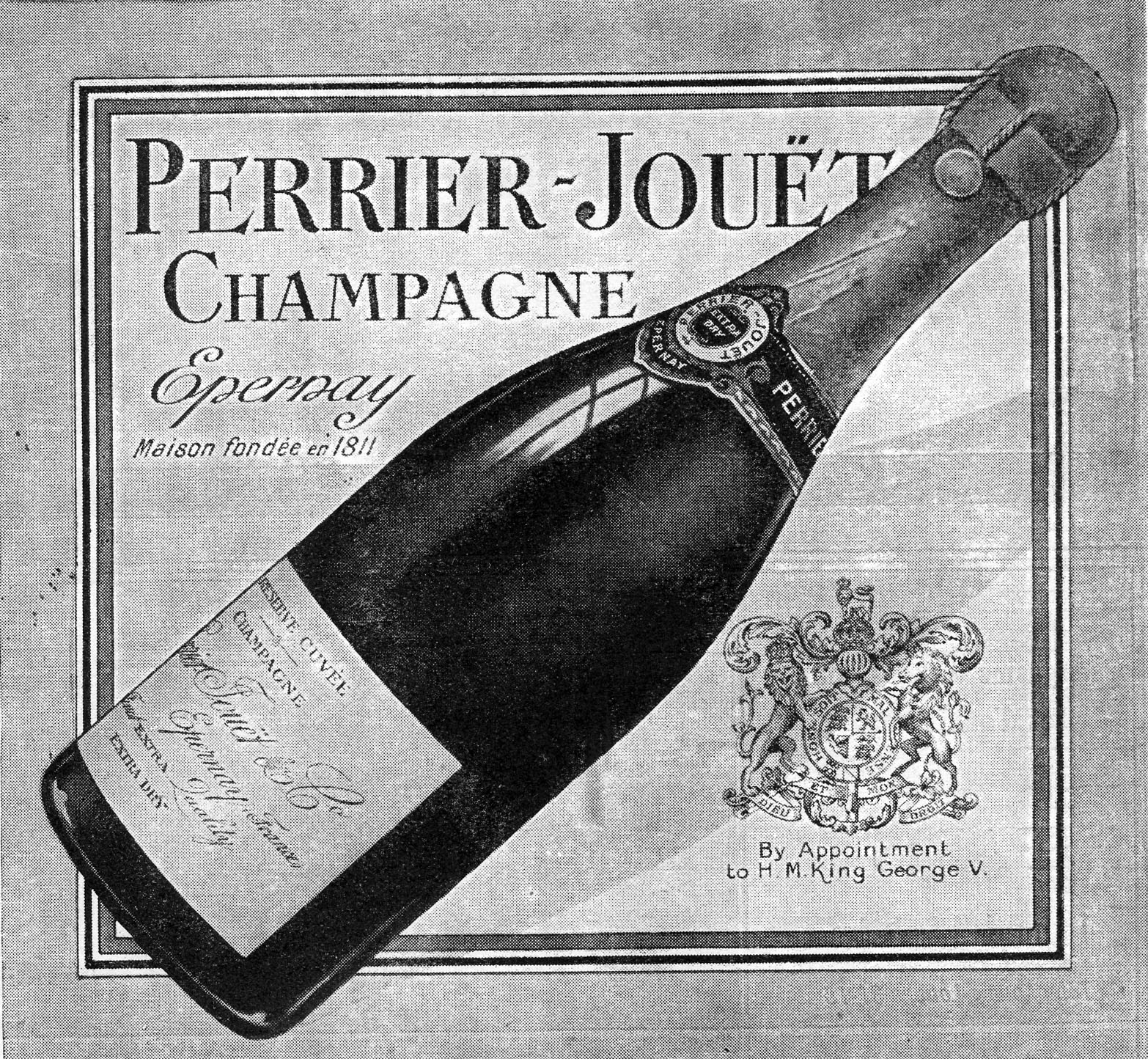
Perrier-Jouët
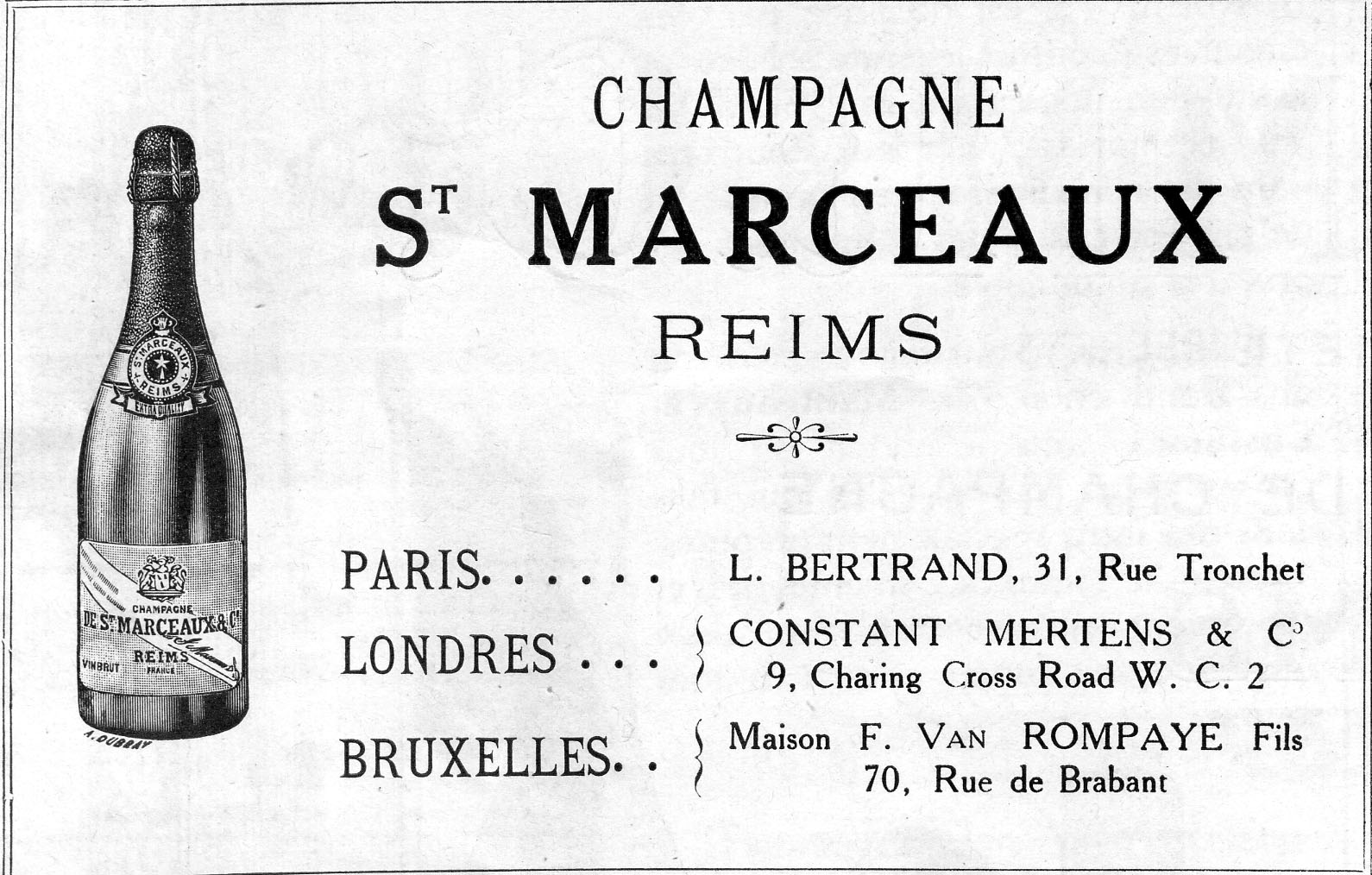
St Marceaux
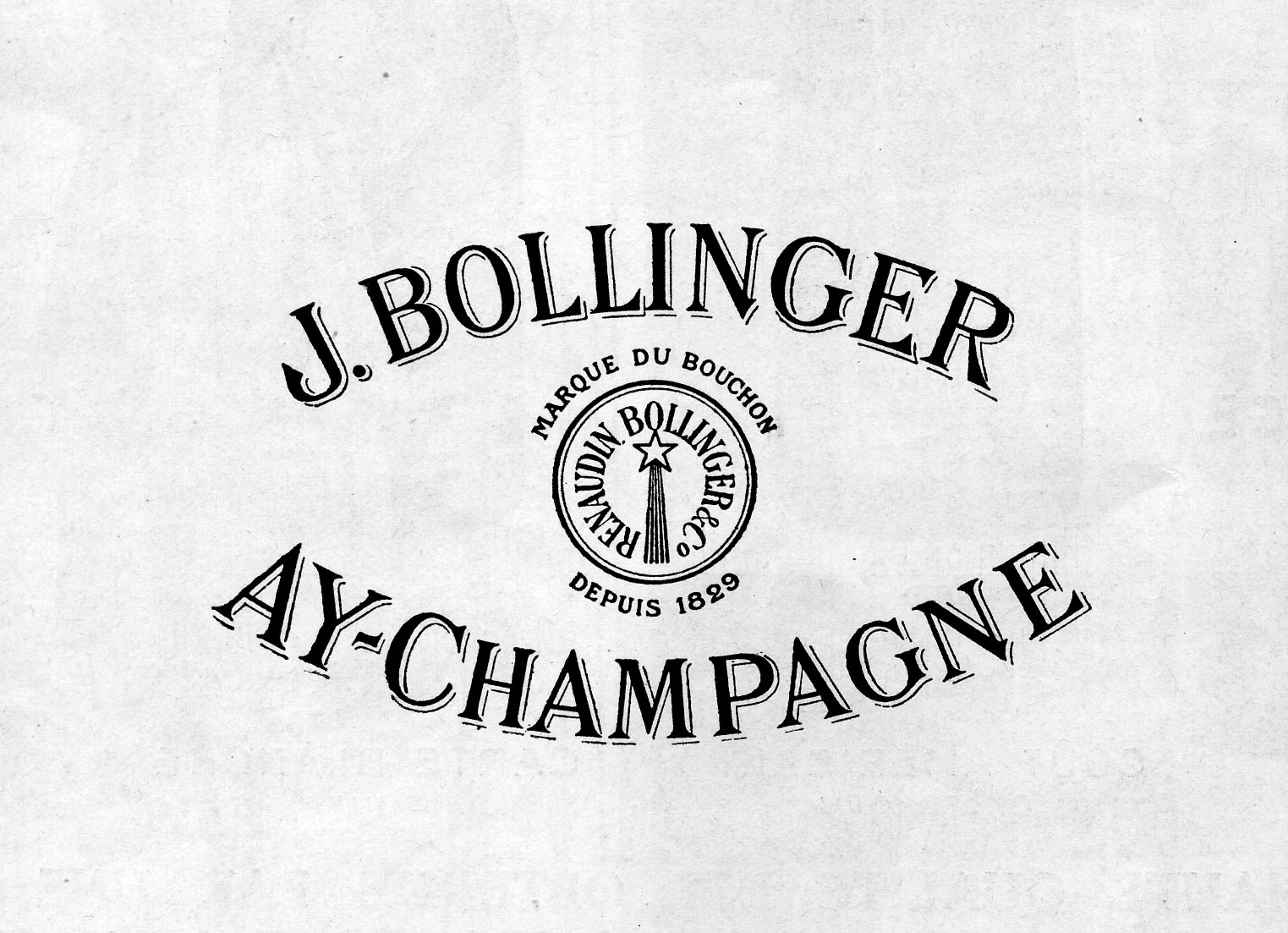
Bollinger

## Smaaksoorten - Dosagestijlen
Champagnes krijgen hun unieke karakter door de bewerkingen in de kelder, maar ook de herkomst van de druiven, de persing, de verhouding tussen de gebruikte druivenrassen en het jaar van de oogst zijn van invloed op het uiteindelijke product.
De champagnes worden vooral onderscheiden door hun al dan niet zoete smaak. De Franse wet schrijft voor hoe de verhoudingen tussen de smaaktypen en de dosages moeten zijn:
- Brut Nature, geen suiker toegevoegd, maximaal 3 gram restsuiker per liter
- Extra Brut, met een dosage van minder dan 6 gram per liter
- Brut, met een dosage van minder dan 12 gram per liter.
- Extra Sec, met een dosage van meer dan 12 en minder dan 17 gram per liter.
- Sec, met een dosage meer dan meer dan 17 en minder dan 33 gram per liter.
- Demi-Sec, met een dosage van meer dan 33 en minder dan 50 gram per liter.
- Doux, met een dosage van meer dan 50 gram per liter.

Op flessen wordt ook de aanduiding Brut Nature gebruikt. Dit type champagne wordt ook wel "ultra brut", "brut zéro" en "brut intégral" genoemd. Er is geen liqueur d'expédition aan toegevoegd en bevat van nature minder dan 3 gram per liter restsuiker.
De meeste flessen zijn voorzien van het etiket Brut Sans Année ook wel "BSA" of "Brut sans millésime" - Dit is een brut zonder jaartal en de fles is het visitekaartje van elk champagnewijnhuis. Brut sans millésime maakt 80% van de omzet uit. De wijn verschilt per champagnehuis van karakter.

## Kurk en ontkurken

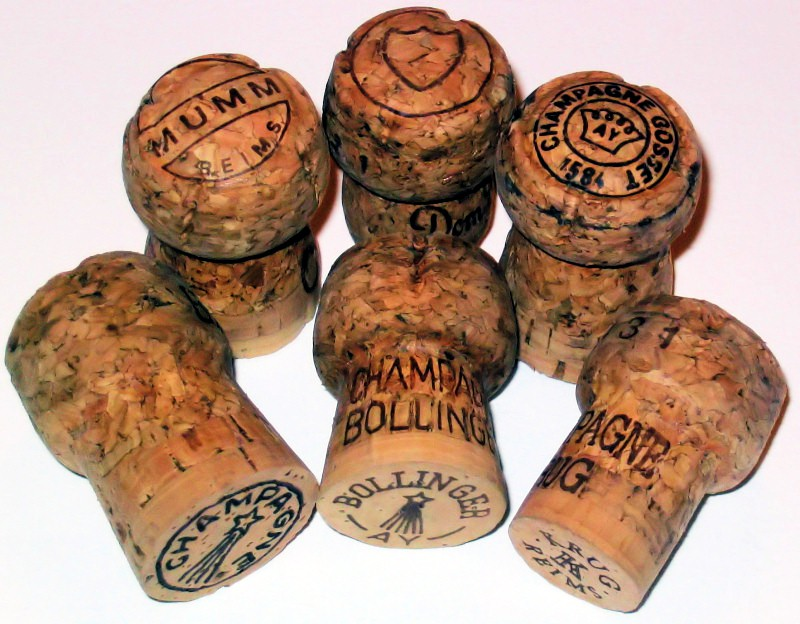
Gebruikte kurken van een Champagnefles

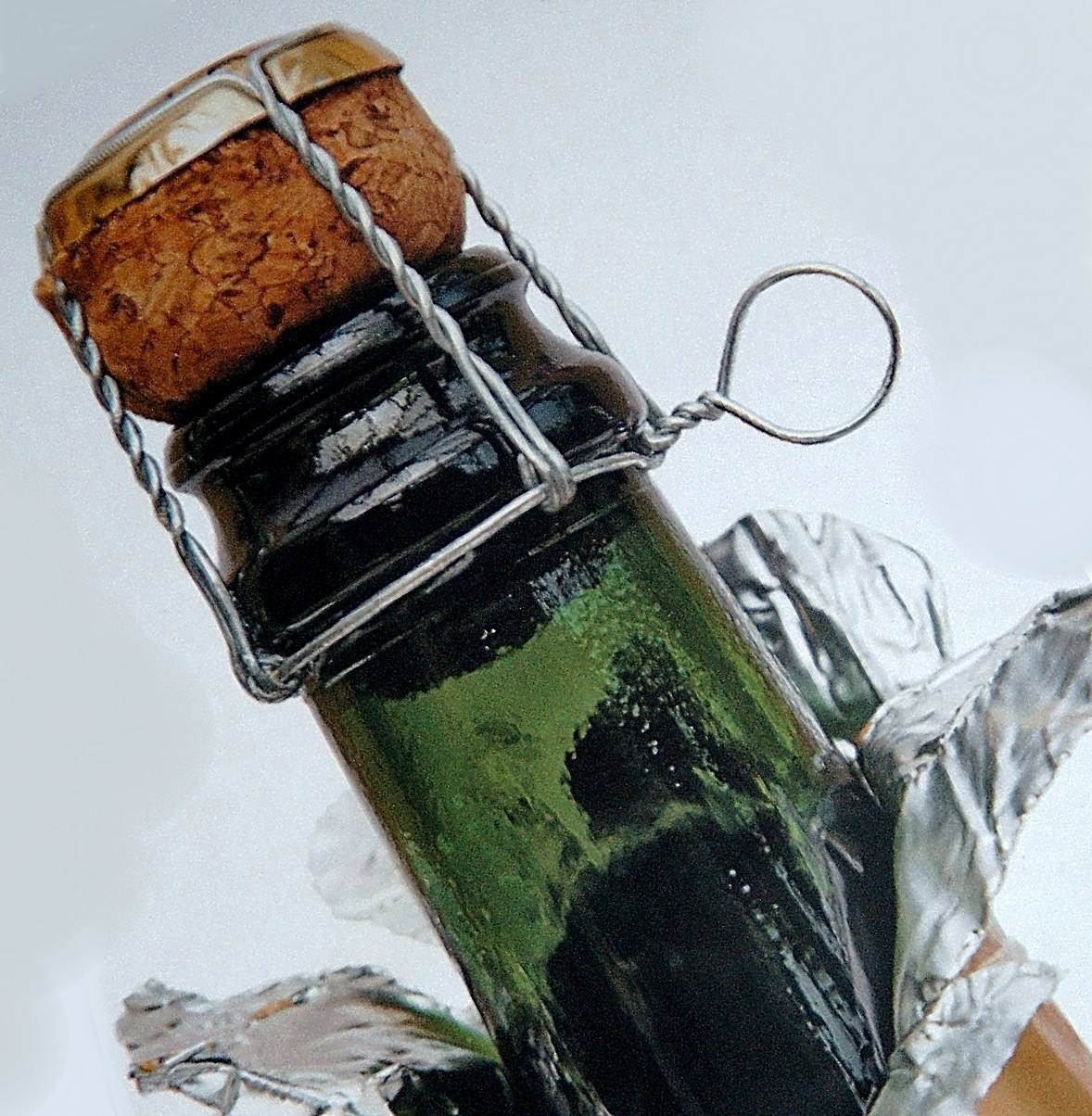
De "muselet" of "draadkorfje", een lus ijzerdraad die de kurk vergrendelt op de onder druk staande fles mousserende wijn

Wanneer de wijn zijn laatste toevoeging heeft gehad wordt de fles met de definitieve kurk afgesloten. Een extra dikke kurk wordt samengeperst en voor twee derde deel in de hals van de zwaar uitgevoerde fles gestopt. Om te voorkomen dat de kurk er alsnog af kan schieten, wordt deze vastgezet met een stukje ijzerdraad, de muselet (draadkorfje). Alleen het uitstekende deel van de kurk kan nu nog uitzetten. Zo komt de "champagnekurk" na het ontkurken van de fles aan zijn typische paddenstoelvorm.
Vóór de uitvinding van het "draadkorfje" werd touw gebruikt om de kurk vast te zetten, een methode die tegenwoordig nog door een enkel champagnehuis wordt toegepast.
Om een fles mousserende wijn open te maken moet na de capsule eerst het ijzerdraad verwijderd worden. Door de lus 6 slagen los te draaien kan dat eenvoudig geschieden. Ondertussen houdt men de duim op de kurk zodat deze op zijn plaats blijft. Als de wijn rustig behandeld is en licht gekoeld zal de kurk niet direct wegschieten. Men houdt de fles schuin vast onder een hoek van ongeveer 45 graden en wrikt de kurk voorzichtig los zodat er enkel een zacht gesis te horen is. De wijn blijft dan in de fles en kan rustig uitgeschonken worden. Als ook het glas een beetje schuin gehouden wordt zal het minder snel overstromen bij het inschenken.
Als men de kurk bij het openen laat knallen zal door het snel vrijkomende koolzuurgas de wijn uit de fles spuiten en zal de achtergebleven wijn snel zijn koolzuur verliezen.

## Economisch belang
De verkopen van champagne is vrij stabiel en het meerjarig gemiddelde schommelt rond de 300 miljoen flessen op jaarbasis. In 2020 werden 244 miljoen flessen champagne verkocht, dit was minder dan normaal vanwege de coronapandemie. Deze flessen resulteerden in een omzet van € 4,2 miljard, dit is exclusief belastingen, of te wel zo'n 17 euro per fles. Frankrijk was veruit de grootste consument met 113 miljoen flessen of 46% van het totaal. De rest werd geëxporteerd, in min of meer gelijke delen, naar de andere landen van de Europese Unie en de rest van de wereld. In 2020 waren de Verenigde Staten, het Verenigd Koninkrijk en Japan de belangrijkste exportmarkten, gevolgd door België op plaats zes. Frankrijk drinkt relatief goedkope champagne, het aandeel binnenlands in de omzet was 39% in 2020. De meest verkochte champagne soort was de non-vintage brut, deze maakte 65% van de omzet uit.
In 2020 waren er 16.200 telers die hun druiven aanboden aan 130 coöperaties en 360 champagnehuizen. Deze laatste groep leverde 70% van alle flessen en was daarmee veruit de grootste leverancier van champagne. Binnen die groep komt de helft uit de kelders van de 10 grootste conglomeraten binnen de champagne-industrie. LVMH is met 52 miljoen flessen en merken als Moët & Chandon, Mercier, Ruinart, Veuve Clicquot en Krug met afstand de grootste speler op de champagnemarkt. Lanson-BCC volgt op grote afstand met 19 miljoen flessen met de merken Lanson en Besserat de Bellefon. Vranken-Pommery Monopole is de derde met 14 miljoen flessen Pommery, Vranken en Heidsieck & Co Monopole. Allied Domecq verkoopt 10,5 miljoen flessen van de huizen Mumm en Perrier-Jouët.
In de kelders van de producenten liggen in totaal zo'n 1 miljard flessen in voorraad.